# Benetice
Benetice (s předložkou 2. pád do Benetic, 6. pád v Beneticích, německy Benetitz) jsou obec ležící severně od města Třebíč. Žije zde 195 obyvatel.
Sousedními obcemi sídla jsou Svatoslav, Čechtín, Bochovice, Horní Vilémovice a Hroznatín.

## Části obce
- Benetice
- Věstoňovice

## Název
Vesnice získala jméno podle zasvěcení kláštera svatého Benedy, jemuž náležela. Výchozí podoba Benetici byla pojmenováním obyvatel vesnice a znamenala "Benetovi lidé". Beneda a Beneta byly domácké podoby jména Benedikt, v písemných dokladech napříč stoletími se střídaly podoby s t a d: Benedicze (1556), Benietitz (1678), Benetitz (1718), Benetitz a Benedice (1846), Benetitz a Benetice (1872), Benedice (1881).

## Geografie
Beneticemi ze severu na jih prochází silnice ze Svatoslavi do Budíkovic, ze severozápadu se pak do této silnice napojuje silnice ze silnice II/349 od Bochovic, západně z Benetic pak vede silnice, jež vyúsťuje do silnice II/349, východně z Benetic pak vede silnice do Horních Vilémovic. Západně z silnice pak vede silnice do Věstoňovic. Ze severovýchodu na jih vede cyklostezka 5112, ta pak severně od Benetic končí a napojuje se do cyklostezky 103, která vede ze severu na jih přes Benetice. Na jižním okraji u památného stromu Velký javor vede žlutá turistická stezka. 
Jižní část území obce je využívána zemědělsky, velká část území obce je tvořena občasně využívanými loukami. Severní část území obce kolem kopce Skalníky je zalesněná, zalesněná je i část obce jižně od obce, obec je tvořena častými remízky.
Na severním okraji obce pramení dvě zdrojnice Svatoslavského potoka, jižně od zastavěného území obce pramení Klapovský potok, který pak teče východně a následně se vlévá u Trnavy do Trnavského potoka. Jižní část hranice území obce je tvořena potokem Lubí, který protéká nedaleko Velkého Javoru a Buku u Velkého javoru a následně se vlévá u Třebíče do Jihlavy.
Severně od obce se nachází kopec Skalníky (632 m) a jižně od území obce se nachází hora Jelení hlava (617 m). Na jižní straně obce se nachází několik nepojmenovaných vrcholů s kótami kolem 600 m. Území obce je značně kopcovité.
Benetice se nachází téměř uprostřed území obce blíže k východní hranici území obce, jižně od Benetic se nachází menší vesnice Věstoňovice. 
Nedaleko od území obce se nachází památné stromy Velký javor a Buk u Velkého javoru, u Benetic začíná Přírodní park Třebíčsko.

## Historie
Benetice byly založeny v první polovině 13. století jako kolonizační ves na klášterství třebíčských benediktýnů. Podle zakladatele benediktinského řádu Benedikta (ve staročeštině Benety) dostaly Benetice své jméno. Od založení byla obec pod patrimoniální správou (1848) třebíčského panství. Pouze na krátké období počátkem 15. století byla klášterem zastavena světským majitelům (roku 1409 je připomenut Stibor z Benetic). Poté, co klášter ztratil význam, tak Vladislav Jagellonský zastavil panství Vratislavovi z Pernštejna. Po roce 1548 se majitelem panství stal Vratislav z Pernštejna, v roce 1558 pak panství zakoupil Burian Osovský z Doubravice a po něm je zdědil Smil Osovský z Doubravice. Smil byl ženatý s Bohunkou z Žerotína a po jejím úmrtí si vzal Kateřinu z Valdštejna, která posléze zdědila jeho majetky. Kateřina z Valdštejna se v roce 1614 vdala za Karla staršího ze Žerotína a on se tak stal majitelem panství. Nicméně brzy zemřel a Kateřina jako majitelka zapsala majetek svému bratrovi Adamovi z Valdštejna. Valdštejnové byli majiteli panství až do reforem v roce 1848.
Roku 1774 shořel původní dřevěný kostel uprostřed obce, v roce 1760 byla postavena budova fary. V roce 1785 byla ve vsi zřízena škola, v roce 1904 byla školní budova opravena. Mezi lety 1853 a 1859 byl postaven na místě nového hřbitova nový kostel svatého Marka.
Během první světové války zahynulo v bojích 5 občanů Benetic. V dubnu roku 2019 byly u kostela svatého Marka vysazeny tři lípy svobody, byla také vysazena lípa Masarykova u domu čp. 7, lípa legionářů nedaleko kostela a lípa svobody nedaleko někdejšího hřbitova. V roce 1937 byla vesnice elektrifikována.
Roku 1942 byl ve vsi založen sbor dobrovolných hasičů a v roce 1959 byla postavena hasičská zbrojnice. V roce 1949 byla zrušena výuky v původní budově, která byla upravena na sídlo místního národního výboru. Byla zároveň postavena i nová školní budova. V roce 1970 byla postavena budova nynějšího obecního úřadu, původně sloužila jako sídlo JZD Javor. V roce 1974 bylo sloučeno JZD Benetice s JZD v Horních Vilémovicích a v roce 1975 s JZD Svatoslav, to pak zaniklo až v roce 1995.
Nejčastější příjmení je „Krejčí“. Je zde škola, prodejna smíšeného zboží, kulturní dům. Pošta byla zrušena na jaře roku 2011. Na rok 2008 byla naplánována výstavba veřejného vodovodu.
Do roku 1849 patřily Benetice do třebíčského panství, od roku 1850 patřil do okresu Jihlava, pak od roku 1855 do okresu Třebíč. Mezi lety 1980 a 1990 byla obec začleněna pod Svatoslav, následně se obec osamostatnila.

### Starostové
- 1990–1998 – Antonín Houzar
- 1998–2010 – Jiří Vlach
- 2010–2018 – Karel Houzar
- 2018–dosud – Jana Vostalová

## Znak a prapor
Znak a prapor byly Beneticím uděleny parlamentem České republiky dne 13. listopadu 2002. Hlavní figurou návrhu znaku a praporu obce byl zvolen okřídlený lev sv. Marka s knihou v tlapách, doplňující mnišské kápě připomínají původní benetickou vrchnost – třebíčské benediktýny. Základní barvy znaku i listu praporu byly převzaty z heraldiky dlouhodobých majitelů třebíčského panství – hrabat z Valdštejna (později z Valdštejna-Vartenberka).

## Pamětihodnosti

### Kostel svatého Marka a fara
Hlavní dominantu obce tvoří kostel sv. Marka, farní kostel Římskokatolické farnosti Benetice. Byl vystavěn mezi lety 1853 a 1859. Stavbu řídil známý třebíčský stavitel Dominik Herzán. Klenuté stropy jsou opatřeny nádhernými malbami.
Rovněž fara je stará památná budova postavená ještě ke starému kostelíku v létech 1760 za vlády císaře Josefa I. Střecha je opatřena břidlicovou krytinou, která v roce 1999 prošla generální opravou.

### Škola
Škola se datuje od znovuzřízení fary roku 1785. Tehdy se vyučovalo v dřevěné chalupě a navštěvovaly ji děti z Benetic, Věstoňovic, Horních Vilémovic a Svatoslavi. V roce 1820 byla postavena škola zděná. Když počet dětí vzrostl na 180 byla roku 1889 odškolena Svatoslav a roku 1892 Horní Vilémovice. V Horních Vilémovicích zanikla škola v roce 1949 a ve Svatoslavi v roce 1978. V říjnu roku 1949 byla v Beneticích otevřena nová škola a původní přestala sloužit svému účelu. Činnost školy vykonává příspěvková organizace Základní škola Benetice, okres Třebíč. Škola je malotřídní. Dochází do ní děti z Benetic, Věstoňovic, Horních Vilémovic a Svatoslavi.

### Hasičský sbor
Hasičský sbor Benetice byl založen v roce 1942. Stavba Nové hasičské zbrojnice byla zahájena v roce 1956 na návsi, kde dříve stávala obecní kovárna a pastouška. Zbrojnice byla dokončena v roce 1959. V roce 1961 byla pořízena druhá motorová stříkačka, kterou roku 1992 nahradila moderní P12. Za dobu téměř 65 let pomáhali místní hasiči likvidovat asi 20 požárů. Již řadu let se družstvo mužů účastní soutěží v požárním sportu po celé republice a dosahuje vynikajících výsledků, což potvrdila i jejich účast v extralize, kde v roce 2012 obsadilo družstvo Benetic 3. místo.

### Ochrana přírody. Krajinný ráz
V blízkosti obce se nachází památný strom „Velký Javor“, jehož stáří se odhaduje na 600 let. Roste na okraji lesa pár set metrů od Věstoňovic v nadmořské výšce 586 m a obvod kmene činí 750 cm. Tento památný strom byl zařazen do dokumentárního cyklu „Paměť stromů“. Z větší části je katastr obce začleněn do Přírodního parku Třebíčsko. Oblast se vyznačuje žulosyenitovými ostrůvky a balvanitými útvary. Ráz krajiny je převážně kulturní, jen místy se zachovala původní vegetace. Jsou to především zbytky kostřavových pastvin s koniklecem velkokvětým, vstavačem obecným, smilem písečným a dalšími druhy.

## Obyvatelstvo
| Rok            | 1869 | 1880 | 1890 | 1900 | 1910 | 1921 | 1930 | 1950 | 1961 | 1970 | 1980 | 1991 | 2001 | 2011 | 2021 |
| -------------- | ---- | ---- | ---- | ---- | ---- | ---- | ---- | ---- | ---- | ---- | ---- | ---- | ---- | ---- | ---- |
| Počet obyvatel | 214  | 234  | 267  | 250  | 230  | 244  | 252  | 159  | 185  | 175  | 193  | 198  | 183  | 190  | 191  |
| Počet domů     | 35   | 39   | 39   | 39   | 40   | 40   | 39   | 43   | 39   | 38   | 50   | 58   | 63   | 66   | 66   |

## Politika

### Volby do Poslanecké sněmovny
|       | 2006                | 2010                | 2013               | 2017                | 2021                |
| ----- | ------------------- | ------------------- | ------------------ | ------------------- | ------------------- |
| 1.    | ČSSD (43,1 %)       | ČSSD (23,27 %)      | ČSSD (23,95 %)     | ANO (35,04 %)       | ANO (32,52 %)       |
| 2.    | KDU-ČSL (24,13 %)   | TOP 09 (18,1 %)     | KDU-ČSL (20,83 %)  | KDU-ČSL (19,65 %)   | SPOLU (23,57 %)     |
| 3.    | ODS (12,93 %)       | KDU-ČSL (13,79 %)   | KSČM (16,66 %)     | ČSSD (12,82 %)      | ČSSD (10,56 %)      |
| účast | 74,36 % (116 z 156) | 78,00 % (117 z 150) | 67,12 % (98 z 146) | 78,00 % (117 z 150) | 79,87 % (123 z 154) |

### Volby do krajského zastupitelstva
|      | 1.                 | 2.                            | 3.                           | účast              |
| ---- | ------------------ | ----------------------------- | ---------------------------- | ------------------ |
| 2000 | 4KOALICE (44,44 %) | SNK (15,87 %)                 | Prosperita Vysočiny (9,52 %) | 45,77 % (65 z 142) |
| 2004 | SNK (36,36 %)      | KDU-ČSL (27,27 %)             | NEZ (11,36 %)                | 28,76 % (44 z 153) |
| 2008 | ČSSD (32,87 %)     | Dohoda pro Vysočinu (21,91 %) | SNK ED (16,43 %)             | 48,03 % (73 z 152) |
| 2012 | ČSSD (27,11 %)     | Pro Vysočinu (20,33 %)        | KDU-ČSL (18,64 %)            | 43,84 % (64 z 146) |
| 2016 | ČSSD (31,74 %)     | KDU-ČSL (20,63 %)             | SPD + SPO (14,28 %)          | 44,06 % (63 z 143) |
| 2020 | KDU-ČSL (22,41 %)  | Piráti (17,24 %)              | ANO (17,24 %)                | 39,6 % (59 z 149)  |
| 2024 | ANO (31,66 %)      | KDU-ČSL (16,66 %)             | SOCDEM (15 %)                | 40,4 % (61 z 151)  |

### Prezidentské volby
V prvním kole prezidentských voleb v roce 2013 první místo obsadil Miloš Zeman (36 hlasů), druhé místo obsadil Jan Fischer (23 hlasů) a třetí místo obsadil Karel Schwarzenberg (19 hlasů). Volební účast byla 76.19 %, tj. 112 ze 147 oprávněných voličů. V druhém kole prezidentských voleb v roce 2013 první místo obsadil Miloš Zeman (66 hlasů) a druhé místo obsadil Karel Schwarzenberg (43 hlasů). Volební účast byla 74.15 %, tj. 109 ze 147 oprávněných voličů.
V prvním kole prezidentských voleb v roce 2018 první místo obsadil Miloš Zeman (48 hlasů), druhé místo obsadil Jiří Drahoš (30 hlasů) a třetí místo obsadil Pavel Fischer (17 hlasů). Volební účast byla 77.70 %, tj. 115 ze 148 oprávněných voličů. V druhém kole prezidentských voleb v roce 2018 první místo obsadil Miloš Zeman (63 hlasů) a druhé místo obsadil Jiří Drahoš (59 hlasů). Volební účast byla 83.67 %, tj. 122 ze 147 oprávněných voličů.
V prvním kole prezidentských voleb v roce 2023 první místo obsadil Andrej Babiš (44 hlasů), druhé místo obsadil Petr Pavel (27 hlasů) a třetí místo obsadil Pavel Fischer (21 hlasů). Volební účast byla 77.18 %, tj. 115 ze 149 oprávněných voličů. V druhém kole prezidentských voleb v roce 2023 první místo obsadil Petr Pavel (65 hlasů) a druhé místo obsadil Andrej Babiš (45 hlasů). Volební účast byla 75.17 %, tj. 112 ze 149 oprávněných voličů.

## Osobnosti
- Josef Vostal (1888–?), legionář
- Bohumil Vostal (1893–?), legionář
- Stanislav Novotný (17.1.1894 – 5.5.1975), legionář